# Lipnica Wielka (powiat nowosądecki)

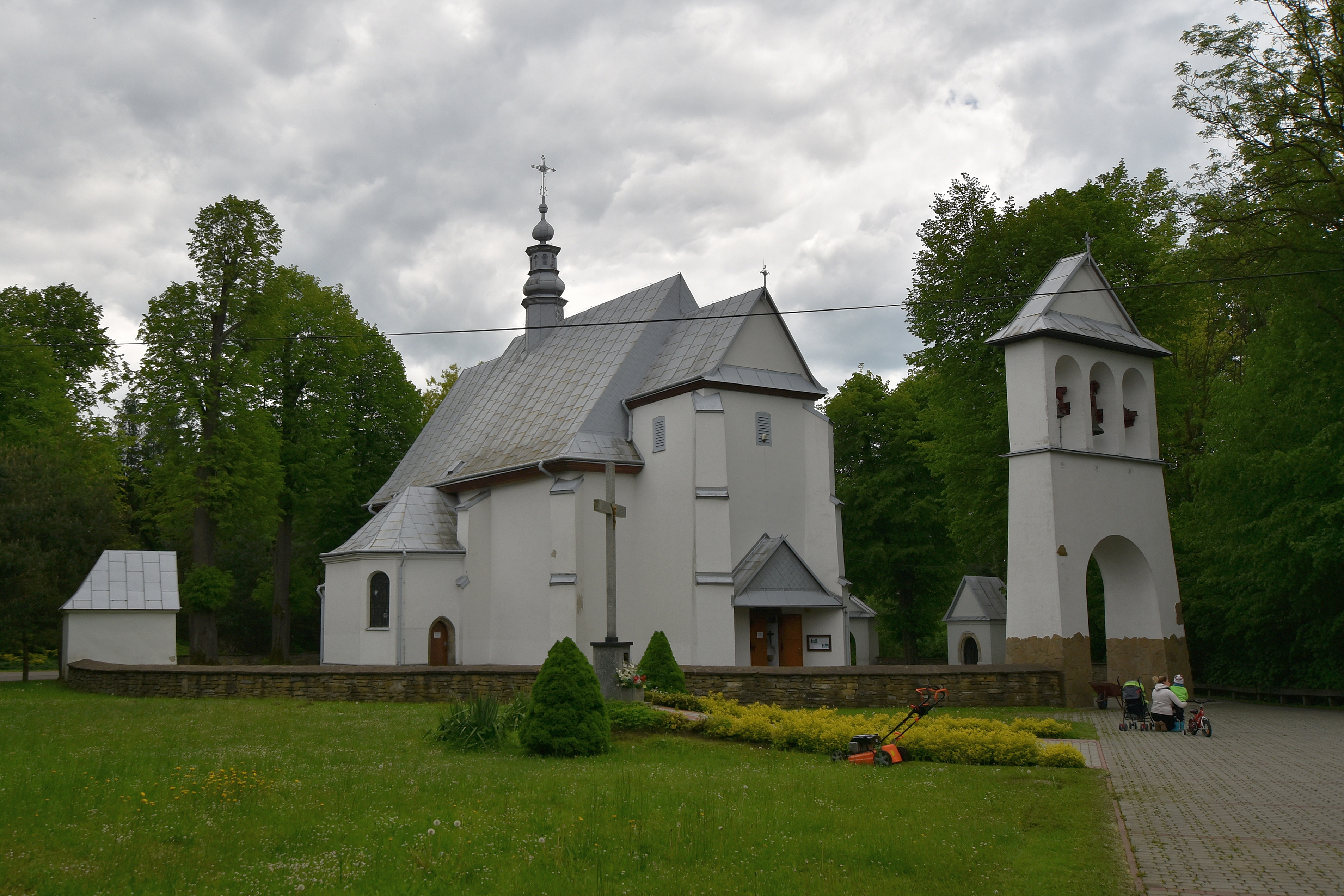
Kościół parafialny

Lipnica Wielka – wieś w Polsce położona w województwie małopolskim, w powiecie nowosądeckim, w gminie Korzenna.
W latach 1954–1972 wieś należała i była siedzibą władz gromady Lipnica Wielka. W latach 1975–1998 miejscowość należała administracyjnie do województwa nowosądeckiego.

## Położenie
Lipnica Wielka leży w Gminie Korzenna, będącej częścią powiatu nowosądeckiego, w odległości około 20 km na wschód od Nowego Sącza. Geograficznie położona jest na Pogórzu Rożnowskim, w dorzeczu Białej – dopływu Dunajca. Teren zbudowany jest z utworów fliszu karpackiego, który powstał z osadów naniesionych na dno morza. Uległy sfałdowaniu i wynurzyły się z wody. Miękkie łupki uległy szybko niszczeniu, a rzeki wyżłobiły głębokie koryta. Krajobraz w Lipnicy jest wyżynny, w miarę urozmaicony, o czym świadczą liczne wzniesienia o niedużej wysokości względnej (około 100 m) o kopulastych, często prawie płaskich szczytach i łagodnych stokach. Najwyższym wzniesieniem jest tu Żebraczka, średnia wysokość wsi to 350 – 450 m n.p.m. Z wierzchowin w kierunku południowym rozciąga się widok na skrajne szczyty Beskidu Niskiego, a na dalszym planie widać Beskid Sądecki. Przy dobrej widoczności z niektórych miejsc ponad Beskidem Sądeckim widać wierzchołki Tatr. Najbardziej charakterystyczne góry to Rosochatka i sąsiadująca z nią Jodłowa Góra – najwyższe wzniesienie Gminy Korzenna. Dość dużą powierzchnię stanowią lasy, znajduje się tu wiele potoków, największy z nich jest zwany Lipniczanka. Gleby są tu słabej i średniej jakości – głównie brunatne górskie oraz płowe oraz bielice, w dolinach mady. Od południa z Lipnicą Wielką sąsiaduje Bukowiec, znany z malowniczego rezerwatu rezerwat przyrody Diable Skały. Znajduje się tu wiele skałek – piaskowcowych ostańców oraz jaskinia Diabla Dziura w Bukowcu, którą zamieszkują nietoperze.

## Części wsi
| SIMC    | Nazwa         | Rodzaj     |
| ------- | ------------- | ---------- |
| 0435979 | Brzezie       | część wsi  |
| 0435985 | Jasionki      | część wsi  |
| 0435991 | Jeżówki       | część wsi  |
| 0436000 | Lipnica Dolna | część wsi  |
| 0436016 | Lipnica Górna | część wsi  |
| 0436022 | Łężyska       | część wsi  |
| 0436068 | Potoki        | przysiółek |
| 0436039 | Widomia       | część wsi  |
| 0436051 | Zalesie       | przysiółek |
| 0436045 | Żebraczka     | część wsi  |

## Historia

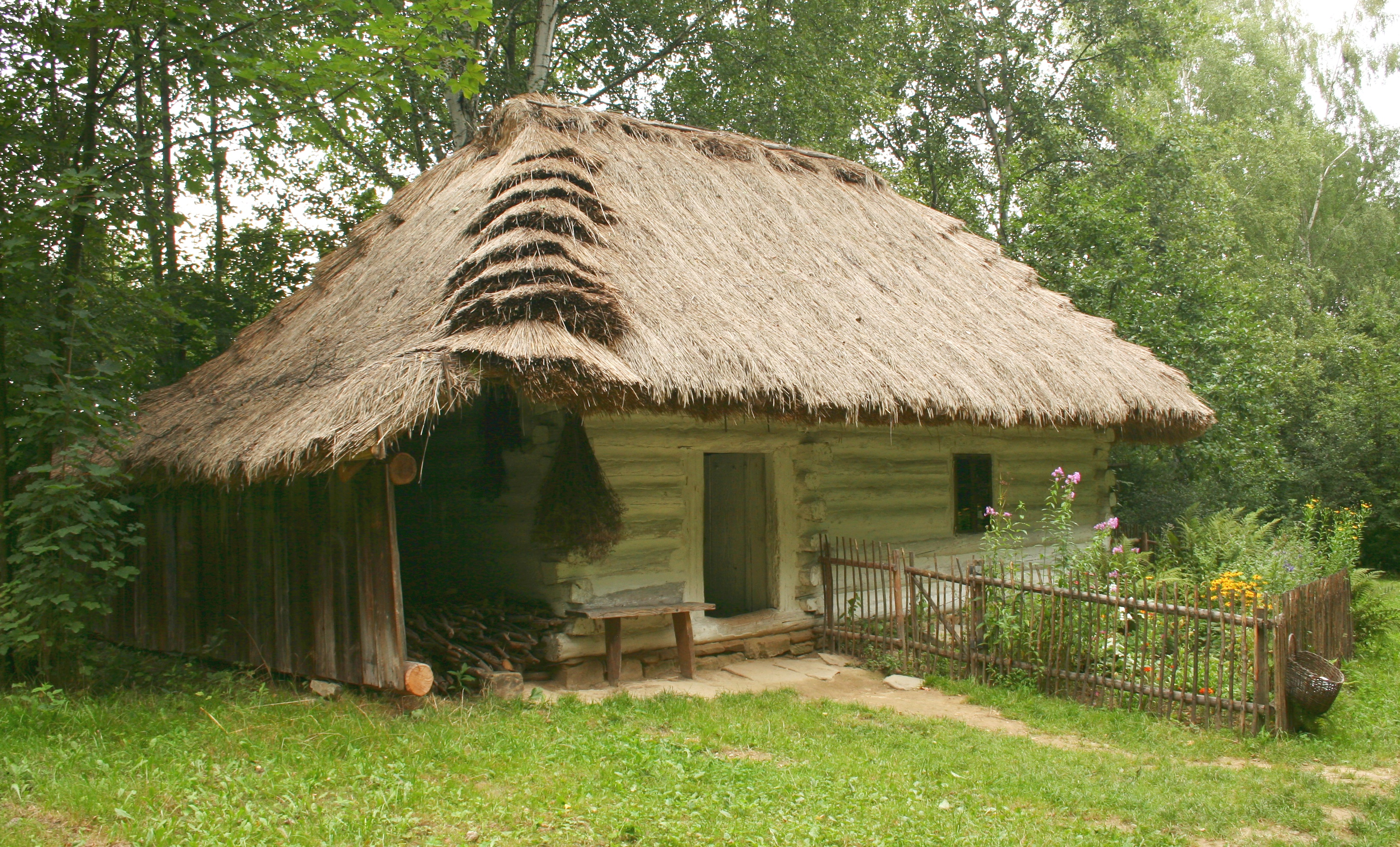
Chata z Lipnicy Wielkiej, znajdująca się w Sądeckim Parku Etnograficznym

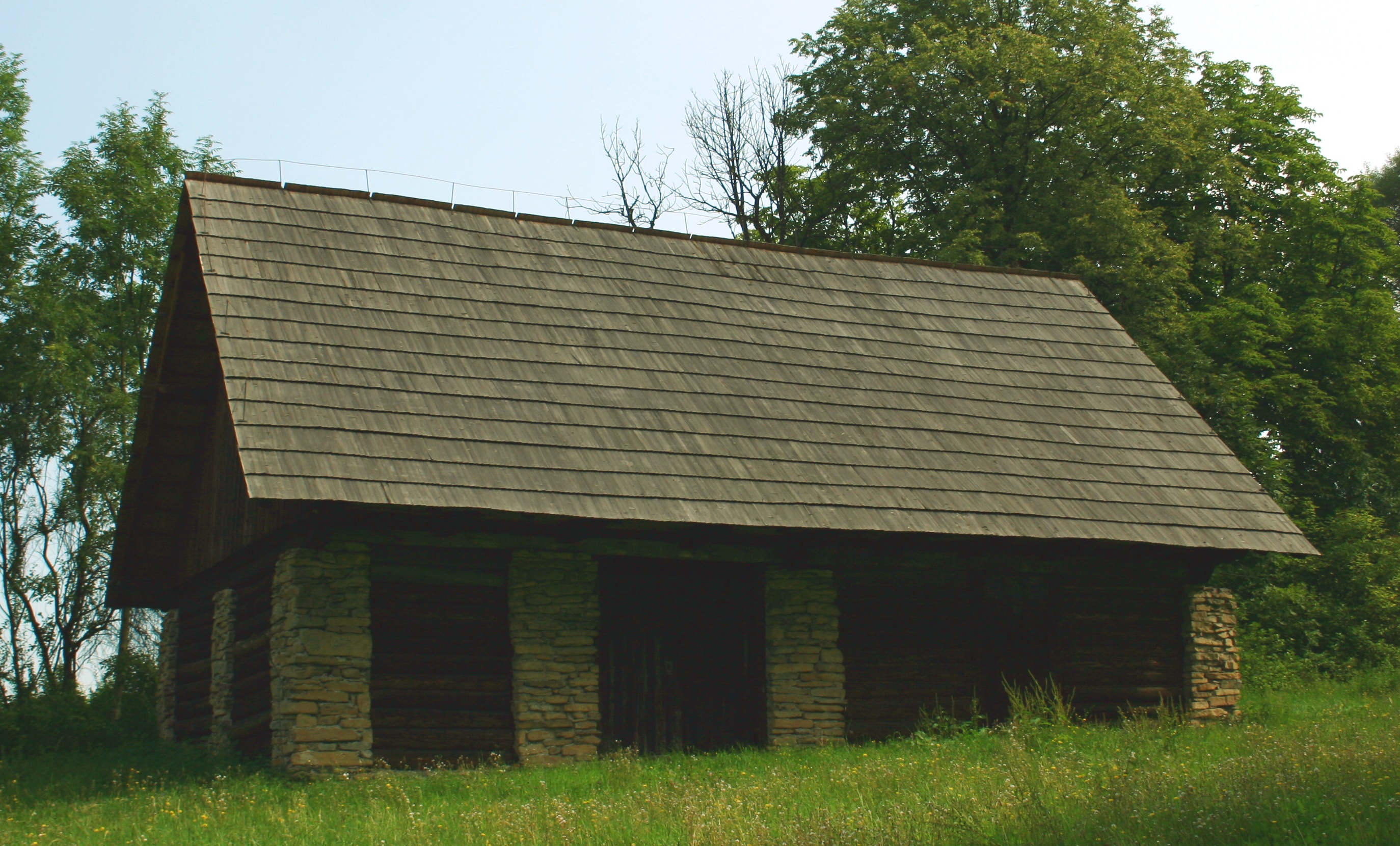
Wozownia z Lipnicy Wielkiej, Sądecki Park Etnograficzny

Jest to największa wieś w tej okolicy. Najwcześniejszy dokument dotyczący wsi pochodzi z dnia 20 września 1359 roku. W tym dniu król Kazimierz Wielki wydał we Wschowie (Wielkopolska) przywilej fundacyjny kościoła parafialnego w Lipnicy Wielkiej pod wezwaniem Najświętszej Marii Panny.
Nazwa wsi, a właściwie drugi człon nazwy ulegał kilkakrotnym zmianom. Nazywano ją bowiem Niemiecką lub Wielką. Oba człony miały prawne i geograficzne uzasadnienie. Określenie "Wielka" powstało od rozległości wsi – wieś posiadała 12,5 łana roli opodatkowanej czyli około 375 morgów, podczas gdy sąsiedni Bukowiec posiadał dwa łany, Łyczana 2,5 łana, Januszowa 3 łany, Korzenna 5 łanów. Człon "Niemiecka" powstał od rodzaju prawa zwanego niemieckim lub magdeburskim, na którym opierał się ustrój prawny wsi szlacheckich i nie ma nic wspólnego z Niemcami, którzy się tutaj nigdy nie osiedlali. W dokumencie braci Mikołaja i Klemensa z Jasiennej z dnia 16 grudnia 1378 roku w sprawie złagodzenia sporów sąsiedzkich nazwano ją też Lipnicą Nową. Natomiast Długosz nazwał ją około roku 1470 Lipnicą Wielką.
Istnienie od 1358 roku parafii w Lipnicy wpływało na rozwój kultury i oświaty. Przeprowadzona w latach 1723–1728 wizytacja dekanatu bobowskiego wymienia w granicach Sądecczyzny zaledwie 12 szkół, wśród których jest szkoła w Lipnicy Wielkiej. Szkoła Lipnicy posiada uposażenie w ilości 4 zagonów ziemi. Stałe uposażenie szkół wiejskich opierało się na daninie składanej przez parafian z wyłączenie szlachty. Była ona uiszczana w pieniądzach jak i w naturze – opłata wynosiła 4 grosze. Obowiązki nauczyciela w tym czasie pełnił katecheta. Program nauczania w stosunku do programu szkół miejskich był mocno okrojony i skromny. Przy kościele parafialnym istniał szpitalik. Fundacja szpitala nastąpiła przed rokiem 1596. Fundatorem był miejscowy pleban Jan Ligęza, który przeznaczył dom zwany "prebanda" na cele szpitala. Szpital początkowo nie posiadał żadnego uposażenia. Dopiero około roku 1760 otrzymał on legat w wysokości 2000 złp. od właścicieli Lipnicy Grabowieckich. Szpital posiadał: "sień, izdebek dwie z komórkami i piekarnię z komorą". W roku 1770 na dwa lata przed pierwszym rozbiorem Polska Ziemia Sądecka, a wraz z nią Lipnica została oderwana od "organu polskiego" i włączona do Królestwa Węgierskiego.
W kronice szkolnej czytamy, iż ważnym wydarzeniem była budowa nowego budynku szkolnego. "Gmina sprzedała 263 sztuki sosny za 1316 złr. i tej gotówki użyto na wybudowanie nowego budynku szkolnego... Ksiądz Katecheta i Radny Gminy zachęcał członków gminy, aby chętnie budynek szkolny budowali". Tyle zapisek kroniki szkolnej z roku 1886.
Ludność miejscowa uczestniczyła w pracach organizacji społecznych. Taką organizacją było Koło Rolnicze, którego założycielem był ks. Ludwik Ligaszewski. Powstało ono w 1908 roku. Celem tej organizacji było szerzenie wśród miejscowej ludności nowych sposobów gospodarowania. Sprowadzano do wsi nowe odmiany zbóż i ziemniaków. Zakupiono na wspólny użytek niektóre maszyny rolnicze. Innym rodzajem spółdzielczości, jakie powstały w zaborze austriackim, były spółdzielnie kredytowe, zwane od ich założyciela "Kasami Stefczyka". Opierały się one na nieograniczonej odpowiedzialności członków, wzajemnej znajomości dłużników i wierzycieli. Była to forma samoobrony chłopów przed lichwą żydów i uciskiem przeżytków feudalizmu. W 1914 roku wybuchła I wojna światowa. Wielu mieszkańców wsi zostało powołanych do armii austriackiej. Jak zapisano w kronice szkolnej "dwóch pp. nauczycieli, którzy pracowali Paweł Zawiłowicz i Stanisław Kurzeja zostali powołani pod broń". Przez Lipnicę Wielką przewalała się zawieruch wojenna. W czasie wojny budynek szkolny raz był schronieniem wojsk rosyjskich, to znów austriackich. Trudno dzisiaj ustalić, ilu mieszkańców Lipnicy było w armii. Musiała to być spora liczba, gdyż kronika parafialna podaje: "we wsi w wielu gospodarstwach byli zatrudnieni Serbowie jako pomoc w gospodarstwie i nie tylko..." Odzyskanie niepodległości w listopadzie 1918 roku było niezwykle ważnym wydarzeniem dla całego narodu polskiego. Przyjęte zostało ono z entuzjazmem przez całe społeczeństwo, które z powstaniem własnego państwa wiązało wielkie nadzieje. W kronice szkolnej zanotowano: "11 listopada ogłoszono radosną nowinę dla Polaków - niepodległość Polski w dawnych granicach". Do wsi powracali mieszkańcy, byli żołnierze armii austriackiej. Lipnica Wielka była ośrodkiem ruchu ludowego. Już w 1921 roku widoczne były przejawy walki o reformę rolną. Działały na terenie wsi takie organizacje jak Polskie Stronnictwo Ludowe "Piast" i Polskie Stronnictwo Ludowe „Wyzwolenie”, a później w latach 30. Stronnictwo Ludowe, które domagało się reformy rolnej. Młodzieżową organizacją związaną ze Stronnictwem Ludowym był Związek Młodzieży Wiejskiej "Znicz". Stronnictwo Ludowe w Lipnicy Wielkiej było jednym z organizatorów marszu na Krynicę w r. 1936 i strajku chłopskiego w roku 1937. Działalność ludowców przerwała wojna, która wybuchła 1 września 1939 roku. Społeczeństwo Lipnicy Wielkiej przyjęło tę wiadomość z wielkim niepokojem. Już 2 września w Spółdzielni Spożywców "Przyszłość" w Lipnicy Wielkiej dokonano kontrolnego spisu towarów, by co wartościowsze rozdać na przechowanie członkom zarządu i rady nadzorczej. Wielu mieszkańców zostało zmobilizowanych. Ludzie żyli w panice. W wielu domach słuchano nadawanych przez radio wiadomości. Zorganizowana została Samoobrona Obywatelska. Niemcy urządzali często łapanki, których celem było chwytanie młodych ludzi i wysyłanie ich na roboty do Rzeszy. Miejscowa ludność wiele wycierpiała w czasie okupacji hitlerowskiej. Ponosiła także straty w ludności. Kilku mieszkańców zginęło w obozach koncentracyjnych, inni przeszli piekło więzień. Wyzwolenie Lipnicy Wielkiej nastąpiło dnia 17 stycznia 1945 roku. Tego dnia do wsi wkroczyły wojska radzieckie. Były to jednostki 38 armii dowodzonej przez generała płk. Kiryłła Moskalenkę. Radość z wyzwolenia wsi i zakończenia wojny mobilizowały ludzi do działania. Pierwszym sołtysem w wyzwolonej wsi w roku 1945 został wybrany Antoni Kiełbasa. Nastąpiło ożywienie życia społecznego i gospodarczego. Przystąpiono do realizacji reformy rolnej, która na terenie Sądecczyzny przebiegała dość sprawnie. W samej tylko Lipnicy Wielkiej rozparcelowano łącznie 264,16 ha ziemi dworskiej. W komisji parcelacyjnej brali licznie udział działacz ludowi. Część ziem upaństwowiono tworząc niewielkie, bo około 80-hektarowe Państwowe Gospodarstwo Rolne. Warto wspomnieć, że w 1953 roku powstała w Lipnicy Wielkiej Spółdzielnia Produkcyjna "Zielony Sztandar". Niezbyt długi był żywot tej spółdzielni. Przetrwała do roku 1956. Ważnym wydarzeniem w dziejach Lipnicy Wielkiej było utworzenie Gromadzkiej Rady Narodowej 1 stycznia 1954 roku.

W Lipnicy Wielkiej 30 września 2016 postawiono pomnik upamiętniający lotników Alianckich, załogę brytyjskiego samolotu Halifax JP-162 ze 148 Dywizjonu RAF, którzy zginęli podczas lotu bojowego w nocy z 4 na 5 sierpnia 1944.

## Zabytki
Obiekty wpisane do rejestru zabytków nieruchomych województwa małopolskiego.
- Kościół parafialny pw. Nawiedzenia NP Marii;
- park;
- budynek dawnego dworu.

## Gospodarka
Okoliczna ludność utrzymuje się głównie z rolnictwa, na terenie wsi znajdują się ruiny cegielni oraz kilka zakładów związanych z przemysłem drzewnym. Znajduje się kilka sklepów, kościół parafialny, szkoła, leśniczówka, Ośrodek Zdrowia, Dom kultury oraz muszla koncertowa.

## Ochotnicza straż pożarna
W Lipnicy Wielkiej jest jednostka Ochotniczej straży pożarnej założona w 1885 roku, działająca poza strukturami Krajowego systemu ratowniczo-gaśniczego. OSP Lipnica Wielka wyposażona jest w system selektywnego alarmowania, który załącza syrenę alarmową.